# Kat Timpf
 (octobre 2018).
Katherine Clare Timpf, née le 29 octobre 1988,, est une personnalité de la télévision américaine, reporter et humoriste, vivant à New York City.
Depuis mai 2015, elle est une des animatrices de l'émission Gutfeld! (en) sur Fox News Channel et fait de multiples apparitions dans divers programmes de la chaîne. Timpf commente la politique régulièrement, en tant que libertarienne et membre de la génération Y, à propos de sujets culturels, du politiquement correct, du féminisme et des problèmes économiques.

## Biographie
Kat Timpf vient de Détroit, dans le Michigan. Elle sort diplômée du Hillsdale College avec mention honorifique en 2010 en licence d'anglais.